# آثار جمع‌آوری‌شده هایدگر
آثار جمع‌آوری‌شده هایدگر یا گزامتاوسگابه (انگلیسی: Heidegger Gesamtausgabe) عنوان مجموعه‌ای از نوشته‌های فیلسوف آلمانی مارتین هایدگر (۱۸۸۹–۱۹۷۶) است که توسط ویتوریو کلسترمان منتشر شده است. : ix–xiii  گزامتاوسگابه (Gesamtausgabe) کلمه آلمانی برای «نسخه کامل» است. در این مورد به‌عنوان «آثار جمع‌آوری‌شده» استفاده می‌شود. آثار جمع‌آوری‌شده در زمان حیات مارتین هایدگر آغاز شد. انتشار آن در سال ۱۹۷۵ آغاز شد.

## هایدگر در باب آثارجمع‌آوری‌شده
مارتین هایدگر ترتیب انتشار را مشخص کرد. اندکی پیش از مرگش نوشت: «به این ترتیب، نسخه کامل به‌منظور راهنمایی مردم برای طرح سؤال، پرسش‌ها و بالاتر از همه، طرح سؤالات پرسشگرانه بیشتر است».
هایدگر قصد داشت مقدمه‌ای طولانی بر آثار جمع‌آوری‌شده بنویسد. او آخرین پروژه خود را «پرسش میراث هستی» (Vermächtnis der Seinsfrage) نامید. تاریخ اجرای این پروژه بین سال‌های ۱۹۷۳ تا ۱۹۷۵ است، اما به‌دلیل سلامتی وی تکمیل نشد. (هایدگر در ۲۶ مه ۱۹۷۶ در سن ۸۶ سالگی درگذشت). سه سند به عنوان بخشی از این پروژه منتشر شده است.

## محتوا
آثار جمع‌آوری‌شده دارای ۳۷۷۳۶ صفحه است.
ویراستاران آثار جمع‌آوری‌شده مجبور بودند از نوشته‌های دست‌نویس هایدگر استفاده کنند، اما آزادی عمل داشتند تا رونویسی‌های دانشجویی مختلف را نیز در نسخه‌های منتشرشده قرار دهند. به آن‌ها رهنمودهای سختگیرانه‌ای داده شد که عموماً در توضیحات ویراستار با عنوان پس‌گفتار سردبیر ذکر شده است. به‌نظر می‌رسد که طرح کلی اکثر آثار در آثار جمع‌آوری‌شده توسط خود هایدگر انتخاب شده است.
آثار جمع‌آوری‌شده به چهار طبقه تقسیم می‌شود:
1. نوشته‌های منتشرشده، ۱۹۱۰–۱۹۷۶
2. درس‌گفتارها، ۱۹۱۹–۱۹۴۴
  1. درس‌گفتارهای ماربورگ، ۱۹۲۳–۱۹۲۸
  2. درس‌گفتارهای فرایبورگ، ۱۹۲۸–۱۹۴۴
  3. درس‌گفتارهای اولیه فرایبورگ، ۱۹۱۹–۱۹۲۳
3. مطالب، سخنرانی‌ها و یادداشت‌های منتشرنشده
4. یادداشت‌ها و بایگانی‌ها

هر طبقه به شرح زیر تقسیم می‌شود:

### ۱. نوشته‌های منتشرشده ۱۹۱۰–۱۹۷۶
۱. شعرهای اولیه (۱۹۱۲–۱۹۱۶)، ویرایش فریدریش ویلهلم فون هرمان، ۱۹۷۸، چاپ دوم ۲۰۱۸، ۴۵۴ ص.
۲. هستی و زمان (۱۹۲۷)، ویرایش فریدریش ویلهلم فون هرمان، ۱۹۷۷، ۵۸۶ ص. در سال ۲۰۱۸ تجدیدچاپ شد.
۳. کانت و مسئله متافیزیک (۱۹۲۹)، ویرایش فریدریش ویلهلم فون هرمان، ۱۹۹۱، ۳۱۸ ص، چاپ دوم ۲۰۱۰.
۴. شرح شعر هولدرلین (۱۹۳۶–۱۹۶۸)، ویرایش فریدریش ویلهلم فون هرمان، ۱۹۸۱، چاپ دوم ۱۹۹۶، چاپ سوم ۲۰۱۲.
۵. خارج از مسیر (۱۹۳۵–۱۹۴۶)، ویرایش فردریک ویلهلم فون هرمان، ۱۹۷۷، چاپ دوم ۲۰۰۳، ۳۸۲ ص.
- سرآغاز کار هنری (۱۹۳۵/۳۶)
- عصر جهان‌بینی (۱۹۳۸)
- هگل مفهوم تجربه (۱۹۴۲/۴۳)
- واژه نیچه «خدا مرده است» (۱۹۴۳)
- چرا شاعران؟ (۱۹۴۶)
- نقلی از آناکسیماندروس (۱۹۴۶)

۶٫۱. نیچه ۱ (۱۹۳۶–۱۹۳۹)، ویرایش بریجیت شیلباخ، ۱۹۹۶، ۵۹۶ ص.
۶٫۲. نیچه ۲ (۱۹۳۹–۱۹۴۶)، ویرایش بریجیت شیلباخ، ۱۹۹۷، ۴۵۴ ص.
۷. سخنرانی‌ها و مقالات (۱۹۳۶–۱۹۵۳)، ویرایش فریدریش ویلهلم فون هرمان، ۲۰۰۰، ۲۹۸ ص.
- پرسش از تکنولوژی (۱۹۵۳)
- علم و تفکر (۱۹۵۳)
- غلبه بر متافیزیک (۱۹۳۶–۱۹۴۶)
- زرتشت نیچه کیست؟ (۱۹۵۳)
- تفکر یعنی چه؟ (۱۹۵۲)
- ساختن، زندگی کردن، فکر کردن (۱۹۵۱)
- چیز (۱۹۵۰)
- «... انسان شاعرانه ساکن است…» (۱۹۵۱)
- لوگوس (هراکلیتوس، قطعه ۵۰) (۱۹۵۱)
- مویرا (پارمنیدس، قطعه ۳۴–۴۱) (۱۹۵۲)
- آلتیا (هراکلیتوس، قطعه ۱۶) (۱۹۵۴)

۸. تفکر یعنی چه؟ (۱۹۵۱–۱۹۵۲)، پاولا لودویکا کوریاندو، ۲۰۰۲، ۲۷۲ ص.
۹. علائم راه (۱۹۱۹–۱۹۶۱)، ویرایش فریدریش ویلهلم فون هرمان، ۱۹۷۶، چاپ دوم ۱۹۹۶، چاپ سوم ۲۰۰۴، ۴۸۸ ص.
- یادداشت‌هایی دربارهٔ کارل یاسپرس «روان‌شناسی جهان‌بینی» (۱۹۱۹/۲۱).
- پدیدارشناسی و الهیات (۱۹۲۷)
- آخرین سخنرانی ماربورگ (۱۹۲۷)
- متافیزیک چیست؟ (۱۹۲۹)
- در باب ماهیت زمین (۱۹۲۹)
- در باب ماهیت حقیقت (۱۹۳۰)
- آموزه حقیقت افلاطون (۱۹۳۱/۳۲، ۱۹۴۰)
- در باب ماهیت و مفهوم طبیعت. ارسطو، ۱ (۱۹۳۹)
- پس‌گفتار «متافیزیک چیست؟» (۱۹۴۳)
- نامه‌ای در باب اومانیسم (۱۹۴۶)
- درآمدی بر «متافیزیک چیست؟» (۱۹۴۹)
- در باب پرسش بودن (۱۹۵۵)
- هگل و یونانیان (۱۹۵۸)
- تز کانت در مورد هستی (۱۹۶۱)

۱۰. اصل عقل (۱۹۵۵–۱۹۵۶)، ویرایش پترا جگر، ۱۹۹۷، ۱۹۲ ص.
۱۱. هویت و تفاوت (۱۹۵۵–۱۹۵۷)، ویرایش فریدریش ویلهلم فون هرمان، چاپ دوم سال ۲۰۰۶، ۱۶۸ ص.
- این چیست - فلسفه؟ (۱۹۵۵)
- هویت و تفاوت (۱۹۵۷)
- قضیه هویت (۱۹۵۷)
- اساس هستی خداشناسی متافیزیک (۱۹۵۷)
- کهره (۱۹۴۹)
- اصول فکر (۱۹۵۷)
- یک پیش‌گفتار. نامه‌ای به پدر ویلیام جی ریچاردسون (۱۹۶۲)
- نامه‌ای به تاکهیکو کوجیما (۱۹۶۳)

۱۲. در راه زبان (۱۹۵۰–۱۹۵۹)، ویرایش فردریک-ویلهلم فون هرمان، ۱۹۸۵، چاپ دوم ۲۰۱۸، ۲۶۲ ص.
- زبان (۱۹۵۰)
- زبان در شعر. بحثی دربارهٔ شعر جورج تراکلز (۱۹۵۲)
- گفتگو در باب زبان. (۱۹۵۳/۵۴) بین یک ژاپنی و یک پرسشگر
- ماهیت زبان (۱۹۵۷/۵۸)
- کلمه (۱۹۵۸)
- مسیر زبان (۱۹۵۹)

۱۳. تجربه تفکر (۱۹۱۰–۱۹۷۶)، ویرایش هرمن هیدگر، ۱۹۸۳، چاپ دوم ۲۰۰۲، ۲۵۴ ص.
- ابراهیم یک سانتا کلارا (۱۹۱۰)
- شعرهای اولیه (۱۹۱۰–۱۹۱۶)
- چشم‌انداز خلاق: چرا در ایالت‌ها می‌مانیم؟ (۱۹۳۳)
- راه‌های تلفظ (۱۹۳۷)
- موج (۱۹۴۱)
- آهنگ کرال از آنتیگونه سوفوکل (۱۹۴۳)
- بحث در باب آرامش از یک گفتگوی میدانی در باب تفکر (۱۹۴۴/۴۵)
- تجربه تفکر (۱۹۴۷)
- مسیرهای خاکی (۱۹۴۹)
- مسیرهای چوبی («به مرد آینده…») (۱۹۴۹)
- به آیه‌ای از موریکه. تبادل نامه با مارتین هایدگر توسط امیل استایگر (۱۹۵۱)
- خواندن یعنی چه؟ (۱۹۵۴)
- راز برج ناقوس (۱۹۵۴)
- برای کتاب لانگنهاردر (۱۹۵۴)
- دربارهٔ سیستین (۱۹۵۵)
- زبان یوهان پتر هبل (۱۹۵۵)
- برخورد با ارتگا یی گاست (۱۹۵۵)
- زمان چیست؟ (۱۹۵۶)
- هبل دوست خانواده (۱۹۵۷)
- سوابق کارگاه (۱۹۵۹)
- زبان و خانه (۱۹۶۰)
- دربارهٔ ایگور استراوینسکی (۱۹۶۲)
- برای رنه شار (۱۹۶۳)
- «داستان یخ» آدالبرت شتیفتر (۱۹۶۴)
- اشاره‌ای به آنچه بوده است (۱۹۶۶)
- هنر و فضا (۱۹۶۹)
- نشانه‌ها (۱۹۶۹)
- مسکن انسان (۱۹۷۰)
- فکر (۱۹۷۰)
- رمبو زنده است (۱۹۷۲)
- زبان (۱۹۷۲)
- اشتباه نام‌های مقدس (۱۹۷۴)
- آخرین دیدار فریدولین ویپلینگر (۱۹۷۴)
- ارهارت کستنر در یاد (۱۹۷۵)
- درود برنارد ولته (۱۹۷۶)

۱۴. در باب اندیشیدن (۱۹۶۲–۱۹۶۴)، ویرایش فریدریش ویلهلم فون هرمان، ۲۰۰۷، ۱۵۶ ص.
- هستی و زمان (۱۹۶۲)
- پیش‌نویس؛ سمینار در مورد سخنرانی هستی و زمان (۱۹۶۲)
- پایان فلسفه و ترک اندیشه (۱۹۶۴)
- راه من به پدیدارشناسی (۱۹۶۳)
- یادداشت‌های مربوط به بخش دوم شامل هفت متن از دوره بین ۱۹۲۷ و ۱۹۶۸ است: ۱. خوداعلام از هستی و زمان، ۲. سند متنی از همکاری هایدگر با ادموند هوسرل، ۳. متن (یک اعلامیه و دو مقدمه) برای متافیزیک چیست؟ و متن «دربارهٔ درک زمان در پدیدارشناسی و در اندیشیدن به مسئله هستی».

۱۵. سمینارها (۱۹۵۱–۱۹۷۳)، ویرایش کورد اوچواد، ۱۹۸۶، چاپ دوم ۲۰۰۵، ۴۴۸ ص.
- مارتین هایدگر - اوگن فینک: هراکلت (ترم زمستان ۱۹۶۶–۱۹۶۷)
- چهار سمینار: سمینار ثور، ۱۹۶۶، ۱۹۶۸، ۱۹۶۹؛ سمینار زاهرینگن ۱۹۷۳
- سمینار زوریخ (۶ نوامبر ۱۹۵۱) در آودیوتوریوم ماکسیوم در مؤسسه فناوری فدرال سوئیس برگزار شد.

۱۶. سخنرانی‌ها و شواهد دیگری از مسیر زندگی (۱۹۱۰–۱۹۷۶)، ویرایش هرمن هایدگر، ۲۰۰۰، ۸۴۲ ص.

### ۲. سخنرانی‌ها ۱۹۱۹–۱۹۴۴

#### در ماربرگر ۱۹۲۳–۱۹۲۸
۱۷. مقدمه‌ای بر پژوهش پدیدارشناسی (ترم زمستان ۱۹۲۳/۲۴)، ویرایش فردریش ویلهلم فون هرمان، ۱۹۹۴، چاپ دوم ۲۰۰۶، ۳۳۲ ص.
۱۸. مفاهیم اساسی فلسفه ارسطویی (ترم تابستان ۱۹۲۴)، ویرایش مارک میچالسکی، ۲۰۰۲، ۴۱۸ ص.
۱۹. افلاطون: سوفیست (ترم زمستان ۱۹۲۴/۲۵)، ویرایش اینگبورگ شوسلر، ۱۹۹۲، ۶۶۸ ص.
۲۰. پیشروی تاریخ مفهوم زمان (ترم تابستان ۱۹۲۵)، ویرایش پترا یاگر، ۱۹۷۹، چاپ دوم ۱۹۸۸، چاپ سوم ۱۹۹۴، ۴۴۸ ص.
۲۱. منطق، پرسش حقیقت (ترم زمستان ۱۹۲۵/۲۶)، ویرایش والتر بیمل، ۱۹۷۶، چاپ دوم ۱۹۹۵، ۴۱۸ ص.
۲۲. مفاهیم اساسی فلسفه باستان (ترم تابستان ۱۹۲۶) ویرایش فرانتس-کارل بلوست، ۱۹۹۳، چاپ دوم ۲۰۰۴، ۳۴۴ ص.
۲۳. تاریخ فلسفه از توماس آکویناس تا کانت (ترم زمستان ۱۹۲۶/۲۷)، ویرایش هلموت وتر، ۲۰۰۶، ۲۴۸ ص.
۲۴. مسائل اساسی پدیدارشناسی (ترم تابستان ۱۹۲۷)، ویرایش فردریک-ویلهلم فون هرمان، ۱۹۷۵, چاپ دوم. ۱۹۸۹، چاپ سوم ۱۹۹۷، ۴۷۴ ص.
۲۵. تفسیر پدیدارشناسی نقد عقل محض کانت (ترم زمستان ۱۹۲۷/۲۸)، ویرایش اینگترود گورلند، ۱۹۷۷، چاپ دوم ۱۹۸۷، چاپ سوم ۱۹۹۵، ۴۳۶ ص.
۲۶. آغاز متافیزیکی منطق در پایان لایبنیتس (ترم تابستان ۱۹۲۸)، ویرایش کلاوس هلد، ۱۹۷۸، چاپ دوم ۱۹۹۰، ۲۹۲ ص.

#### زمان حضور در فرایبورگ ۱۹۲۸–۱۹۴۴
۲۷. مقدمه‌ای بر فلسفه (ترم زمستان ۱۹۲۸/۲۹)، ویرایش اوتو سام و انا سام اسپیدل، ۱۹۹۶، چاپ دوم ۲۰۰۱، ۴۰۴ ص.
۲۸. ایدئالیسم آلمانی (فیشته، شلینگ، هگل) و مسائل فلسفی کنونی (ترم تابستان ۱۹۲۹) در پیوست: پس‌نوشته «مقدمه‌ای بر مطالعات آکادمیک» (ترم زمستانی). ۱۹۲۹)، ویرایش کلاودیوس استروب، ۱۹۹۷، ۳۶۸ ص.
۲۹/۳۰. در فلسفه متافزیک. جهان-پایان‌پذیری-تنهایی (ترم زمستان ۱۹۲۹/۳۰)، ویرایش فریدریخ ویللم فون هرمن، ۱۹۸۳، چاپ دوم ۱۹۹۲، چاپ سوم ۲۰۰۴، ۵۴۴ ص.
۳۰. در باب ماهیت آزادی انسان. مقدمه‌ای بر فلسفه (ترم تابستان ۱۹۳۰)، ویرایش هارتموت تیتجن، ۱۹۸۲، چاپ دوم ۱۹۹۴، ۳۰۸ ص.
۳۲. پدیدارشناسی روح هگل (ترم زمستان ۱۹۳۰/۳۱)، ویرایش اینگتراد گورلند، ۱۹۸۰، چاپ دوم ۱۹۸۸، چاپ سوم ۱۹۹۷، ۲۲۴ ص.
۳۳. ارسطو، متافیزیک. دربارهٔ ماهیت و واقعیت قدرت (ترم تابستان ۱۹۳۱)، ویرایش هینریش هونی، ۱۹۸۱، چاپ دوم ۱۹۹۰، چاپ سوم ۲۰۰۶، ۲۲۸ ص.
۳۴. در باب ماهیت حقیقت. دربارهٔ تمثیل غار و تئه افلاطون (ترم زمستان ۱۹۳۱/۳۲)، ویرایش هرمن مورچن، ۱۹۸۸، چاپ دوم ۱۹۹۷، ۳۳۸ ص.
۳۵. آغاز فلسفه غرب (آناکسمندر و پارمنیدز) (ترم تابستان ۱۹۳۲)، ویرایش پیتر تراون، ۲۰۱۲، ۲۷۲ص.
۳۶/۳۷. هستی و حقیقت ۱. پرسش اساسی فلسفه (ترم تابستان سال ۱۹۳۳)، ۲. در باب ماهیت حقیقت (ترم زمستان ۱۹۳۳/۳۴)، ویرایش هارتموت تیتجن، ۲۰۰۱، ۳۰۶ ص.
۳۸. منطق به‌مثابه مسئله ماهیت زبان (ترم تابستان ۱۹۳۴)، ویرایش گنتر سیوبولد، ۱۹۹۸، ۱۷۶ ص.
۳۸. آ. منطق به‌مثابه مسئله ماهیت زبان (ترم تابستان ۱۹۳۴)، ویرایش پیتر تراون سال ۲۰۲۰، ۱۹۰ ص. از دست نوشته‌های تازه‌یافت‌شده استفاده می‌کند.
۳۹. سرودهای هلدرلین «آلمان» و «راین» (ترم زمستان ۱۹۳۴/۳۵)، ویرایش سوزان زیگلر، ۱۹۸۰، چاپ دوم ۱۹۸۹، چاپ سوم ۱۹۹۹, چاپ چهارم ۲۰۲۲، ۲۹۶ ص.
۴۰. درآمدی بر متافیزیک (ترم تابستان ۱۹۳۵)، ویرایش پترا جگر، ۱۹۸۳، چاپ دوم ۲۰۲۰، ۲۳۴ ص.
۴۱. پرسش دربارهٔ چیز. در باب آموزه اصول متعالی کانت. (ترم زمستان ۱۹۳۵/۳۶)، ویرایش پترا جگر، ۱۹۸۴، ۲۵۴ص.
۴۲. شلینگ: در باب ماهیت آزادی انسان (۱۸۰۹) (ترم تابستان ۱۹۳۶), ویرایش اینگرید شوسلر، ۱۹۸۸، ۲۹۰ ص.
۴۳. نیچه: اراده معطوف به قدرت بهمثابه هنر (ترم زمستان ۱۰۳۶/۳۷)، ویرایش برند هیمبچل، ۱۹۸۵، چاپ دوم ۲۰۲۲، ۲۹۸ ص.
۴۴. جایگاه متافیزیکی اساسی نیچه در اندیشه غربی (تاریخ تابستان ۱۹۳۷)، ویرایش ماریون هاینز، ۱۹۸۶، ۲۵۴ ص.
۴۵. پرسش‌های اساسی فلسفه. «مسائل» «منطقی» (ترم زمستان ۱۹۳۷/۳۸)، ویرایش فریدریخ ویللم فون هرمن، ۱۹۸۴، چاپ دوم ۱۹۹۲، ۲۳۴ ص.
۴۶. در باب تفسیر دوم نیچه (ترم زمستان ۱۹۳۸/۳۹), ویرایش برند فریدریخ، ۲۰۰۳، ۳۸۲ ص.
۴۷. دکترین نیچه در باب اراده معطوف به قدرت به‌مثابه دانش (ترم تابستان ۱۹۳۹)، ویرایش برهارد هانسر، ۱۹۸۹، ۳۳۰ ص.
۴۸. نیچه: نیهیلیسم اروپایی (سه‌ماهه دوم سال ۱۹۴۰)، ویرایش پترا جگر، ۱۹۸۶، ۳۴۰ ص.
۴۹. متافیزیک ایدئالیسم آلمانی. در باب تفسیر تازه شلینگ: بررسی‌های فلسفی در ماهیت آزادی انسان و اشیاء مربوط به آن (۱۸۰۹) (ترم ۱۹۴۱/ترم ۱۹۴۱)، ویرایش گنتر سیوبولد، ۱۹۹۱، چاپ دوم ۲۰۰۶، ۲۱۰ ص.
۵۰. متافیزیک نیچه (ترم زمستان ۱۹۴۱/۴۲) درآمدی بر فلسفه، اندیشه و شعر (ترم زمستان ۱۹۴۴/۴۵)، ویرایش پترا جگر، ۱۹۹۰، چاپ دوم، ۲۰۰۷، ۱۶۲ ص.
۵۱. مفاهیم اساسی (سمستر تابستان ۱۹۴۱), ویرایش پترا جگر، ۱۹۸۱، چاپ دوم ۱۹۹۱، ۱۲۸ ص.
۵۲. سرود هلدرلین «سوغات» (ترم زمستان ۱۹۴۱/۴۲)، ویرایش کورد اوچوالد، ۱۹۸۱، چاپ دوم ۱۹۹۲، ۲۰۴ ص.
۵۳. شعر «ایستر» هولدرلین (ترم تابستان ۱۹۴۲)، ویرایش والتر بیمل، ۱۹۴۸، چاپ دوم ۱۹۹۲، ۲۱۰ ص.
۵۴. پارمنیدس (سمر زمستانی ۱۹۴۲/۴۳)، ویرایش مانفرد اس فرنگز، ۱۹۸۲، چاپ دوم ۱۹۹۲، چاپ سوم ۲۰۱۸، ۲۵۲ ص.
۵۵. هراکلیتوس. ویرایش مانفرد اس فرینگز، ۱۹۷۹، چاپ دوم ۱۹۸۷، چاپ سوم ۱۹۹۴، ۴۰۶ ص. ۱. آغاز اندیشه غربی (ترم تابستان ۱۹۴۳). ۲. منطق. دکترین لوگوس هراکلیتوس (ترم تابستان ۱۹۴۴).

#### زمان حضور در فرایبورگ ۱۹۱۹–۱۹۲۳
۵۶/۵۷. برای تعیین فلسفه ۱. ایده فلسفه و مسئله جهان‌بینی (ترم اضطراری برای جنگ ۱۹۱۹). ۲. پدیدارشناسی و فلسفه استعلایی ارزش (ترم تابستان ۱۹۱۹). ۳. ضمیمه: دربارهٔ ماهیت دانشگاه و مطالعات آکادمیک (ترم تابستان ۱۹۱۹). ویرایش برند هایمبوشل، ۱۹۸۷, چاپ دوم ۱۹۹۹، ۲۲۶ ص.
۵۸. مسائل اساسی پدیدارشناسی (ترم زمستان ۱۹۱۹/۲۰)، ویرایش هانس هلموت گاندر، ۱۹۹۲، چاپ دوم ۲۰۱۰، ۲۷۴ ص.
۵۹. پدیدارشناسی شهود و بیان. نظریه شکل‌گیری مفهوم فلسفی (ترم تابستان ۱۹۲۰)، ویرایش کلودیوس استروبه، ۱۹۹۳، چاپ دوم ۲۰۰۷, ۲۰۲ ص.
۶۰. پدیدارشناسی زندگی دینی. ۱. درآمدی بر پدیدارشناسی دین (ترم زمستان ۱۹۲۰/۲۱)، چاپ ماتیاس یونگ و توماس ریگهلی. ۲. آگوستین و نوافلاطونیسم (ترم تابستان ۱۹۲۱)، ویرایش کلودیوس استروبه. ۳. مبانی فلسفی عرفان قرون وسطی (یادداشت‌های آماده‌شده و مقدمه‌ای بر یک دوره ارائه‌نشده ۱۹۱۸/۱۹)، ویرایش کلودیوس استروبه، ۱۹۹۵، چاپ دوم ۲۰۱۱، چهاردهم، ۳۵۲ ص.
۶۱. تفسیرهای پدیدارشناختی ارسطو. مقدمه‌ای بر پژوهش پدیدارشناسی (ترم زمستان ۱۹۲۱/۲۲)، ویرایش والتر بروکر و کیت بروکر-اولتمانز، ۱۹۸۵، چاپ دوم. ۱۹۹۴، چهاردهم، ۲۰۴ ص.
۶۲. تفسیر پدیدارشناسی ابهندلونگن ارسطو از هستی‌شناسی و منطق (ترم تابستان ۱۹۲۲)، ویرایش گونتر نویمان، ۲۰۰۵، ۴۵۲ ص.
۶۳. هستی‌شناسی. نشانه‌شناسی واقعیت (ترم تابستان ۱۹۲۳)، ویرایش کیت بروکر اولتمان، ۱۹۸۸، چاپ دوم. ۱۹۹۵، چاپ سوم ۲۰۱۸، ۱۱۶ ص.

### ۳. مقاله‌ها، سخنرانی‌های منتشرنشده و اندیشه‌ها
۶۴. مفهوم زمان (۱۹۲۴)، ویرایش فریدریخ ویللم فون هرمن، ۲۰۰۴، ۱۳۴ ص.
- بخش ۱. مسئله گرایش اساسی دیلتای و یورک
- بخش ۲. شخصیت‌های اصلی دازاین هستند
- بخش ۳ دازاین و زمانمندی
- بخش ۴. زمان و تاریخی بودن
- ضمیمه: مفهوم زمان. سخن‌رانی در انجمن الهیات ماربورگ در ژوئیه ۱۹۲۴

۶۵. کمک به فلسفه (۱۹۳۶–۱۹۳۸)، ویرایش فریدریخ ویللم فون هرمن، ۱۹۸۹، چاپ دوم ۱۹۹۴، 3rd ۲۰۰۳، XVI، ۵۲۲ ص.
- بخش ۱. آینده‌نگری
- بخش ۲. درخواست تجدیدنظر
- بخش ۳. پاس
- بخش ۴. پرش
- بخش ۵. شالوده، الف) آن‌جا بودن و طرح وجود، ب) آن‌جا بودن، ج) جوهر حقیقت، د) زمان-مکان به‌مثابه پرتگاه، ه) ذات حقیقت به‌مثابه نجات.
- بخش ۶ آینده‌گان
- بخش ۷. آخرین خدا
- بخش ۸. هستی

۶۶. انعکاس (۱۹۳۸/۳۹)، ویرایش فریدریخ ویللم فون هرمن، ۱۹۹۷، ۴۳۸ ص،
- بخش ۱. مقدمه
- بخش ۲. پیش‌روی به‌سوی منحصربه‌فرد بودن
- بخش ۳. فلسفه
- بخش ۴. در باب پیش‌نویس وجود
- بخش ۵. حقیقت و معرفت
- بخش ۶. هستی
- بخش ۷. هستی و انسان
- بخش ۸. هستی و انسان
- بخش ۹. انسان‌انگاری
- بخش ۱۰. داستان
- بخش ۱۱. تکنولوژی
- بخش ۱۲. تاریخ و فناوری
- بخش ۱۳. هستی و قدرت
- بخش ۱۴. هستی و وجود
- بخش ۱۵. اندیشیدن به بودن
- بخش ۱۶. فراموشی بودن
- بخش ۱۷. تاریخ وجود
- بخش ۱۸. خدایان
- بخش ۱۹. دیوانه
- بخش ۲۰. دربارهٔ تاریخ متافیزیک
- بخش ۲۱. پرسش متافیزیکی چرا
- بخش ۲۲. بودن و «شدن»
- بخش ۲۳. بودن به‌مثابه واقعیت
- بخش ۲۴. هستی و «منفی بودن»
- بخش ۲۵. بودن و اندیشیدن. هستی و زمان
- بخش ۲۶. مجموعه‌ای از انعکاس
- بخش ۲۷. اندیشه تاریخی و مسئله هستی
- بخش ۲۸. مفهوم تاریخی متافیزیک
- بررسی راه (۱۹۳۷–۱۹۳۸). راه من تا اکنون. مکمل میل و اراده

۶۷. متافیزیک و نیهیلسم، ویرایش هانس-جواکیم فریدریش، ۱۹۹۹، چاپ دوم ۲۰۱۸, ۲۷۴ ص.
- ۱. غلبه بر متافیزیک (۱۹۳۸/۳۹)
- ۲. ماهیت نیهیلیسم (۱۹۴۶–۱۹۴۸)

۶۸. هگل، چاپ اینگرید شوسلر، ۱۹۹۳، چاپ دوم ۲۰۰۹، ۱۵۴ ص
- ۱. منفی (۱۹۳۸/۳۹، ۱۹۴۱)
- ۲. توضیح «مقدمه» بر «پدیدارشناسی روح» هگل (۱۹۴۲)

۶۹. تاریخ وجود، ویرایش پیتر تراون، ۱۹۹۸، ۲۳۰ ص. چاپ دوم ۲۰۱۲، چاپ سوم ۲۰۲۲، ۲۳۰ ص.
- ۱. تاریخ وجود (۱۹۳۸/۴۰)
- ۲. مشترک از تاریخ هستی (۱۹۳۹)

۷۰. دربارهٔ آغاز، (۱۹۴۱). ویرایش پاولا لودویکا کوریاندو، ۲۰۰۵، ۲۰۰ ص.
- بخش ۱. آغازِ آغاز
- بخش ۲. شروع و تفکر اولیه
- بخش ۳. رویداد و هستی
- بخش ۴. نکاتی در باب تفسیر
- بخش ۵. تاریخچه
- بخش ۶. هستی و زمان و اندیشه اولیه به‌مثابه تاریخ هستی (ساعت و زمان و آغاز)

۷۱. رویداد، (۱۹۴۱–۱۹۴۲). ویرایش فریدریش ویللم فون هرمن، ۲۰۰۹، ۳۴۸ ص.
- مقدمه‌ها
- نخستین آغاز
- درخواست تجدیدنظر
- تفاوت
- پیچ و تاب
- رویداد. واژگان وجودِش
- رویداد
- رویداد و انسان
- وجود
- آغازی دیگر
- دستورالعمل برای رویداد
- اندیشه تاریخی (شاعر و اندیشه)

۷۲. پل‌های آغاز (۱۹۴۴) سرمقاله مارک میچالسکی بعد از سال ۲۰۲۳.
۷۳. در باب تفکر رویداد، ویرایش پیتر تراون، ۲۰۱۳، ۱۴۹۶ ص. در دو جلد منتشر شده است.
شش بخش مهم: در باب رویداد ۱. شکاف و شقاق وجود. در باب رویداد ۲. مسئله هستی و رویداد. در باب رویداد ۳. آن‌جا بودن. در باب رویداد ۴. ماهیت طراحی – رویه. در باب رویداد ۵. خداحافظی. مجموعه‌ای از دست‌نوشته‌های مربوط به رویداد (۱۹۴۳–۱۹۴۵). در باب رویداد ۶. تفاوت و تمایز هستی‌شناختی.
۷۴. در باب ماهیت زبان و مسئله هنر، ویرایش توماس ریجلی، ۲۰۱۰، ۲۱۴ ص.
۷۵. در باب هولدرلین / سفر به یونان، ویرایش کرت اوچواد، ۲۰۰۰، ۴۰۸ ص.
۷۶. ایده‌های کلیدی در باب ظهور متافیزیک، علم مدرن و فناوری مدرن در توسعه فیزیک، ویرایش کلاودیوس استروب، ۲۰۰۹، ۴۰۸ ص.
۷۷. مکالمات مسیر میدانی (۱۹۴۴/۴۵)، تدوین انگرید شوسلر، ۱۹۹۵، دومین ویرایش سال ۲۰۰۷، ۲۵۰ ص.
1. گفتگو در مسیر میدانی بین یک محقق، یک عالم و یک مرد خردمند
2. معلم با نگهبان برج در در ورودی برج ملاقات می‌کند
3. گفتگوی عصرانه در اردوگاه اسیران جنگی در روسیه بین یک مرد جوان و یک مرد مسن

۷۸. قول آناکسیماندر (پاییز ۱۹۴۲. اینگرید شوسلر، ۲۰۱۰، ۳۵۲ ص.
۷۹. سخنرانی برمن و فرایبورگ، ویرایش پترا جگر، ۱۹۹۴، نسخه دوم ۲۰۰۵، ۱۸۲ ص.
1. بینش به آنچه هست. سخنرانی‌های برمن ۱۹۴۹
2. اصول فکر. سخنرانی‌های فرایبورگ ۱۹۵۷ [مجموعه کامل سخنرانی‌ها، که تنها اولین مورد در جلد ۱۱ یافت می‌شود]

۸۰. پیش‌نویس، ویرایش گنتر نومان. این سخنرانی‌ها در دو جلد منتشر شده‌اند (۸۰٬۱ و ۸۰٬۲).
- ۸۰٬۱ سخنرانی‌ها، جلد اول. قسمت ۱: ۱۹۱۵ تا ۱۹۳۲. انتشار ۲۰۱۶، ۵۶۲ ص.
- پرسش و قضاوت (سخنرانی در سمینار ریکرت ۱۰، ژوئیه ۱۹۱۵)
- دربارهٔ روان‌شناسی (آوریل ۱۹۲۰)
- حقیقت و هستی. ارسطو، اخلاق نیکوماخوسی (سخنرانی در انجمن کانت کلن ۱۹۲۳/۲۴)
- سخنرانی‌های کاسل (۱۹۲۵). کار تحقیقاتی ویلهلم دیلتای و مبارزه برای یک جهان‌بینی تاریخی. ۲۱. آوریل ۱۹۲۵)
- مفهوم و توسعه پژوهش پدیدارشناسی (سخنرانی در حلقه مطالعات فرهنگی ماربورگ، ۴ دسامبر ۱۹۲۶)
- پدیدارشناسی و الهیات. بخش ۱: علوم غیرفلسفی به‌مثابه علوم اثباتی و فلسفه به‌مثابه یک علم متعالی (سخنرانی برای متکلمان پروتستان در توبینگن ۸ ژوئیه ۱۹۲۷)
- وضعیت مسئله کنونی در فلسفه (سخنرانی در انجمن کانت کارلسروهه در ۴ دسامبر ۱۹۲۹ و قبل از انجمن علمی در آمستردام در ۲۱ مارس ۱۹۳۰)
- انسان‌شناسی فلسفی و متافیزیک هستی (سخنرانی در جامعه کانت فرانکفورت ۲۴ ژانویه ۱۹۲۹)
- هگل و مسئله متافیزیک (سخنرانی در انجمن علمی در آمستردام ۲۲ مارس ۱۹۳۰)
- دربارهٔ ماهیت حقیقت (۴ نسخه وجود دارد) اولین بار در ۱۴ ژوئیه ۱۹۳۰ کارلسروهه، سخنرانی در ۸ اکتبر ۱۹۳۰ در برمن، ۵ دسامبر ۱۹۳۰ در ماربورگ، ۱۱ دسامبر ۱۹۳۰ در فرایبورگ
- آگوستین: آیا زمان این است؟ اعترافات. یازدهم (سخنرانی در بیرون ۲۶ اکتبر ۱۹۳۰)
- تمثیل غار - کار مقدماتی (حدود ۱۹۳۱)
- حقیقت و تمثیل غار (۱۳ نوامبر ۱۹۳۱)
- دروغ (سخنرانی در فرایبورگ کرانشن ۲۲ ژوئیه ۱۹۳۲)
- «قضیه تضاد» (سخنرانی در فرایبورگ کرانزچن، ۱۶ دسامبر ۱۹۳۲
- ۸۰٬۲ سخنرانی‌ها. جلد دوم. قسمت ۲: ۱۹۳۵تا ۱۹۶۷. ویرایش گونتر نویمان. انتشار ۲۰۲۰، ۸۵۰ ص.
- در باب منشأ اثر هنری (۱۳ نوامبر ۱۹۳۵)
- دازاین و فرد (سخنرانی زوریخ ۱۸ ژانویه ۱۹۳۶)
- اروپا و فلسفه آلمان (سخنرانی در مؤسسه کتاب قیصر ویلهلم هرتزیانا رم، ۸ آوریل ۱۹۳۶)
- شالوده جهان‌بینی مدرن از طریق متافیزیک (۹ ژوئن ۱۹۳۸)
- در باب تعیین اساسی دانش (سخنرانی در فرایبورگ کرانشن ۹ ژوئن ۱۹۳۹)
- گفته پارمنیدس (سخنرانی در فرایبورگ کرانشن، ژوئن ۱۹۴۰)
- «پلاتو» درسی از حقیقت (تفسیری از تمثیل غار، ۲۹ آوریل ۱۹۴۱)
- دربارهٔ تاریخ مفهوم هستی (سخنرانی در فرایبورگر کرانزخن ۷ فوریه ۱۹۴۱)
- در باب سخنان نیچه (خداست که می‌گوید؟ (۶ ژوئن ۱۹۴۳)
- در باب سخنان نیچه «خدا مرده است» (۶ ژوئن ۱۹۴۳)
- در باب فراموشی (۱۹۴۴/۴۵)
- در باب چیز (۱۹۵۰)
- زبان (۷ اکتبر ۱۹۵۰ در بولرهوهی و ۴ فوریه ۱۹۵۱ در اشتوتگارت)
- در باب شعر امروز (۱۰ مارس ۱۹۵۱)
- لوگوس. شعار هراکلیتوس (۴ مه ۱۹۵۱)
- ساختن، زندگی کردن، فکر کردن. نسخه اول (۵ اوت ۱۹۵۱)
- پرسش از تکنولوژی. پیش‌نویس (قبل از ۱۸ نوامبر ۱۹۳۵)
- هگل و یونانیان (۲۰ مارس ۱۹۵۸)
- در باب تأثیر هنر در جهان کنونی (سخنرانی در بادن-بادن هاوس شوایزر در ۷ و ۸ مه ۱۹۵۹)
- ماکس کومرل (سخنرانی در مراسم یادبود ماکس کومرل در ۲۷ فوریه ۱۹۶۲)
- زبان سنتی و زبان فنی (سخنرانی در دوره آموزشی معلمان مدارس تجاری در کامبورگ، ۱۸ ژوئیه ۱۹۶۲)
- تعیین (دربارهٔ مسئله تعیین) امر تفکر (۲۴ ژوئیه ۱۹۶۴، ۳۰ اکتبر ۱۹۶۵؛ ۱۹ ژوئیه ۱۹۶۷)
- نکاتی در باب هنر – مجسمه‌سازی – فضا (سخنرانی سنت گالن ۳ اکتبر ۱۹۶۴)
- تشکر از دکتر مولر-اسکیولد (اوایل ماه مه ۱۹۶۶)
- خاستگاه هنر و هدف اندیشه (سخنرانی در آکادمی علوم و هنر آتن در ۴ آوریل ۱۹۶۷)

۸۱. افکار، ویرایش پاولا لودوویکا کوریاندو، ۲۰۰۷، ۳۶۰ ص.
1. اشعار چاپ‌نشده اولیه. از قدرت قهرمان‌آفرین قرب خدا دوری کردم / سرزمین دور / خورشید را گم کردی
2. در باب تجربه تفکر. در راه خانه / حلقه هستی / نقطه عطف / آنگاه به حساب می‌آییم / آمو: دوست دارم: می‌خواهم که باشی / سونات سونانس / رسیدن / موج / شروع و آغاز در رویداد آزادی / در باب کارگاه / کلبه در غروب / پیندار ایستمی / به دوستانم در کریسمس ۱۹۴۶ / شیارها
3. فکر برای میراث یک فکر. خار لارک / جرأت قدم برداشتن /... دویدن در جنون / سینزفوژ / مرگ / هیچی بی‌پایان / منطقه‌اای که هنوز روبه‌روست / نزدیکی آخرین خدا / گامی به پس / میراث پرسش از بودن

### ۴. یادداشت‌ها و سوابق
ناشر ویتوریو کلسترمن اشاره می‌کند که یک دفترچه از اوایل دهه ۱۹۳۰ گم شده است: «ملاحظات ۱» یا «ملاحظات موجی (۱)» هنوز مفقود است (یادداشت سردبیر).
۸۳. در باب انتشارات خود، ویرایش فریدریخ ویللم فون هرمن، ۲۰۱۸، ۵۹۴ ص.
یادداشت‌ها در باب ماهیت زمین، ۱۹۳۶. امتحانات هستی و زمان ۱۹۳۶
۸۴. سیمینار: پلاتون - آریستوتل - آگستین، ویرایش مارک میچالسکی، ۲۰۱۲، ۶۸۲ ص.
۸۴٬۱ سمینار: لیبنیز - کانت - شیلر ص. گنتر نومان، ۲۰۱۳، ۸۹۴ ص. [توجه داشته باشید سخنرانی‌های مربوط به ترم زمستانی شیلر ۱۹۳۶-۱۹۳۷ در ۸۴٬۱ گنجانده نشده است.]
۸۴٬۲ سمینار: لیبنیز - کانت - شیلر، ویرایش گنتر نومان، ۲۰۲۳، ۹۳۴ ص.
۸۵. سمینار: در باب ماهیت زبان (ترم تابستان ۱۹۳۹) «متافزیک زبان و فرهنگی»، در باب رساله هردر «دربارهٔ منشأ زبان»، ویرایش اینگرید شوسلر، ۱۹۹۹، ۲۲۰ ص.
۸۶. سمینار: هگل - شیلینگ، ویرایش پیتر تراونی، ۲۰۱۱، ۹۰۶ ص.
۸۷. سیمینار: نیچه: سیمینار ۱۹۳۷ و ۱۹۴۴. ۱. موقعیت اساسی متافیزیک نیچه ۲. طرح‌هایی در مورد مفاهیم اساسی فکر کردن. ویرایش پیتر فون روکتشل، ۲۰۰۴، ۳۲۴ ص.
۸۸. سمینار (تمرینات) ۱۹۳۷/۳۸ و ۱۹۴۱/۴۲. ویرایش آلفرد دنکر، ۲۰۰۸، ۳۳۶ ص. ۱. «مطابقات اساسی متافیزیستیک» از نظر اندیشه‌های خارجی ۲. «آینوبونگ» در «داس فلسفی دکن».
۸۹. سمینار زولیکانر، ویرایش پتر تراون، ۲۰۱۷، ۸۸۰ ص.
۹۰. ارنست جنجر، ویرایش پیتر تراون، ۲۰۰۴، ۴۷۲ ص.
۹۱. اضافات و قطعات فکر، ویرایش مارک میچالسکی، سال ۲۰۲۲، ۷۷۴ ص. شابک ‎۹۷۸–۳۴۶۵۰۲۷۳۷۹.
۹۲. «حروف برگزیده» ۱. ویرایش مارک میچالسکی.
۹۳. «حروف برگزیده» ۲. ویرایش مارک میچالسکی.
۹۴. ملاحظات ۲–۶ (دفترهای سیاه ۱۹۳۱–۱۹۳۸)، ویرایش پیتر تراون، ۲۰۱۴، VI، ۵۳۶ ص.
۹۵. ملاحظات ۷–۱۱ (دفترهای سیاه ۱۹۳۸–۱۹۳۹)، ویرایش پیتر تراون، ۲۰۱۴، نسخه دوم ۲۰۲۲، ۶، ۴۵۶ ص.
۹۶. ملاحظات ۱۲–۱۵ (دفترهای سیاه ۱۹۳۹–۱۹۴۱)، ویرایش پیتر تراون، ۲۰۱۴، ۲۸۶ ص.
۹۷. یادداشت‌ها ۱–۵ (دفترهای سیاه ۱۹۴۲–۱۹۴۸)، ویرایش پیتر تراون، ۲۰۱۵، ۵۲۸ ص.
۹۸. یادداشت‌ها ۶–۹ (دفترهای سیاه ۱۹۴۸/۴۹–۱۹۵۱)، ویرایش پیتر تراون، ۲۰۱۸، ۴۲۲ ص.
۹۹. چهار جزوه ۱: در جاده خاکی / چهار جزوه ۲: از طریق رویداد به شیء و جهان، (۱۹۴۷–۱۰۵۰)، ویرایش پیتر تراون، ۲۰۱۹، ۱۹۰ ص.
۱۰۰. هوشیاری ۱، ۲ / نوتورن، (۱۹۵۲/۵۳، ۱۹۵۷)، ویرایش پیتر تراون، ۲۰۲۰، ۶، ۳۰۴ ص.
۱۰۱. موج ۱، ۲ (دفترهای سیاه ۱۹۵۷–۱۹۵۹)، ویرایش پیتر تراون، ۲۰۲۰.
۱۰۲. مقدمات ۱–۴ (دفترهای سیاه ۱۹۶۳–۱۹۷۰)، ویرایش پیتر تراونی، ۲۰۲۲، ۴۴۱ ص. شابک ‎۹۷۸−۳۴۶۵۰۲۶۹۰۷ ISBN 978-3465026907.

توجه: نه جلد آخر (۹۴ تا ۱۰۲) دفترهای سیاه هستند. در این گروه ۳۴ دفتر (یکی گم‌شده) و حدود ۳۳۸۴ صفحه وجود دارد.

## نقدها بر آثار جمع‌آوری‌شده
تئودور کیزیل، «آثار جمع‌اوری‌شده هایدگر: رسوایی بین‌المللی بورسیه»، فلسفه امروز ۳۹ (۱۹۹۵)، صفحات ۳–۱۵.